# Inge Lehmann Medal
Die Inge Lehmann Medal ist eine geowissenschaftliche Auszeichnung, die von der American Geophysical Union (AGU) vergeben wird.
Der Preis ist nach der dänischen Seismologin Inge Lehmann (1888–1993) benannt, der ersten Frau, die mit der William Bowie Medal ausgezeichnet wurde. Die AGU rief diese Auszeichnung ins Leben, um damit ihre vielen Beiträge zur Erforschung des Erdinneren und ihr Lebenswerk zu würdigen.
Die Inge Lehmann Medal soll etwa alle zwei Jahre vergeben werden. Ihre Verleihung geschieht in Anerkennung besonderer Leistungen für das Verständnis der Strukturen, Zusammensetzung und der Dynamik des Erdmantels und des Erdkerns. Die Medaille wurde 1997 erstmals verliehen.

## Preisträger
- 1997: Donald Helmberger
- 1999: Richard O’Connell
- 2001: John H. Woodhouse
- 2003: Francis A. Dahlen, jr
- 2005: Thomas H. Jordan
- 2007: Ho-kwang Mao
- 2009: Barbara Romanowicz
- 2011: Donald Weidner
- 2013: Bradford H. Hager
- 2014: Thorne Lay
- 2015: Peter Olson
- 2016: Shun-ichiro Karato
- 2017: Brian L. N. Kennett
- 2018: Yoshio Fukao
- 2019: Ulrich R. Christensen
- 2020: Peter M. Shearer
- 2021: Jean-Paul Montagner
- 2022: Stephen P. Grand
- 2023: Karen M. Fischer
- 2024: Michael Gurnis